# آکادمی هنرهای نمایشی استرالیای غربی
آکادمی هنرهای نمایشی استرالیای غربی (انگلیسی: Western Australian Academy of Performing Arts) در دانشگاه ادیث کَوْاِن (ECU) در سال ۱۹۸۰ تأسیس شد.